# Lanyrd
Lanyrd (uitgesproken als en vernoemd naar lanyard, "talreep") is een online catalogus van conferenties die in 2010 werd geïntroduceerd. De website verzamelt tekst-, foto- en videomateriaal van evenementen en deelt deze in naar spreker en sessie. De website werd ontworpen door het koppel Simon Willison en Natalie Downe toen zij op huwelijksreis waren. Het kantoor van Lanyrd is gevestigd in de buurt Old Street Roundabout in Hackney, Londen.
De website ontving in september van 2011 1,4 miljoen dollar aan aanloopkrediet, nadat het had deelgenomen aan Y Combinator, een financieringswedstrijd voor beginnende bedrijven.
De website identificeert gebruikers via de Twitter-API. en toont gebruikers evenementen op basis van hun Twittercontacten. In oktober 2011 introduceerde Lanyrd een iOS-app voor iPhone- en iPod touch-apparaten.
Om bezoekers van de South by Southwest Interactive-conferentie (SXSWi) van 2012 in Austin (Texas) te helpen, zette Lanyrd een speciale website op met lijsten van conferentiesessies en -sprekers, en toonde ze aan bezoekers welke van hun Twitter-contacten aanwezig waren als bezoeker of spreker bij de ingeplande sessies. Lanyrd stelde de SXSW-data ook beschikbaar in de vorm van iPhone- en mobiele web-apps. Verder bouwde Lanyrd browserplug-ins voor Google Chrome, Firefox, Opera en Safari die tweets filterden die spraken over SXSW of die van SXSW-bezoekers afkomstig waren. De website is een instrument geworden voor zogeheten amplified conferences die veel technologie gebruiken. In november 2012, toen LinkedIn zijn evenementenfunctie sloot, werd gezorgd voor een integratie van LinkedIn-gegevens in Lanyrd.
In september 2013 werd Lanyrd gekocht door Eventbrite.